# Equitación de trabajo

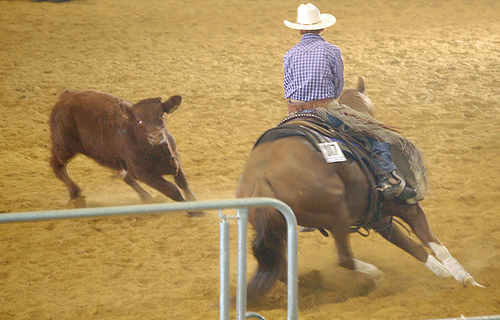
Manejo del ganado en equitación western.

La equitación de trabajo (en inglés: Working Equitation) es una disciplina ecuestre relacionada con la conducta y el manejo del ganado. Es una antigua disciplina surgida de la utilización tradicional del caballo en relación con las tareas agropecuarias. Ciertamente, es una actividad fuertemente ligada al país o región de que se trate, pues está muy relacionada con la historia y las tradiciones del país o zona en cuestión. La cultura y la tradición ecuestre así están reflejadas tanto en los ejercicios solicitados como en la indumentaria utilizada, que claro está se corresponden con el tipo de trabajo que suele ser practicado aún hoy día o fue de uso en el pasado reciente.
Existen varias clases de equitación de trabajo, como por ejemplo la doma vaquera, la equitación Camargue, y la equitación Western,
Las competiciones están compuestas por cuatro pruebas que reflejan las destrezas y los conocimientos indispensables en relación con la conducta y al manejo del ganado : Doma clásica (dressage) ; Maniobrabilidad ; Rapidez ; Manejo y selección de ganado (apartado de ganado).

## Historia
Las primeras competiciones de este tipo se desarrollaron en Italia, Francia, España, y Portugal. Luego también pasaron a ser desarrolladas en Alemania, Bélgica, Inglaterra, Suecia, Suiza, Austria, San Marino, Brasil, Holanda, República Checa, México, Colombia, Australia. En oportunidad del Campeonato europeo 2004 en Italia, fue creada la World Association of Working Equitation (WAWE) con el objetivo de reglamentar, organizar, y desarrollar esta disciplina.

## Diferentes equitaciones de trabajo

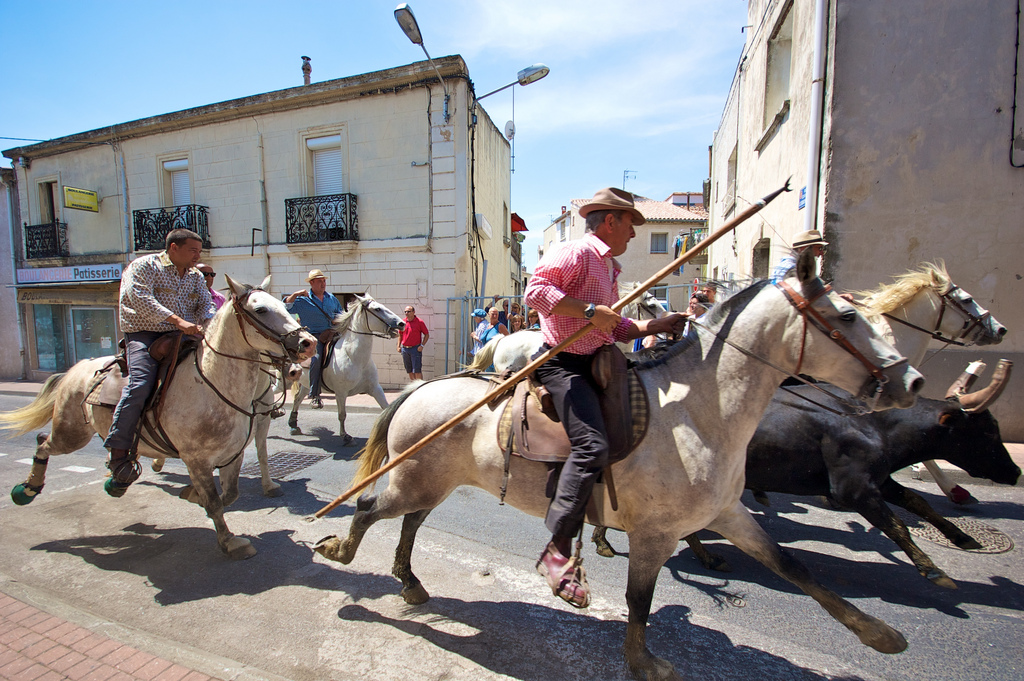
Gardians al galope durante un abrivado.

La equitación de trabajo es dependiente de la geografía, puesto que está ligada a la cultura y a las tradiciones de los diferentes países donde está implantada. Se enumeran a continuación los tipos o clases más representativos :
- Equitación de trabajo italiana ;
- Equitación Camargue ;
- Doma vaquera ;
- Equitación portuguesa;[14][15]
- Equitación Western.

## Competiciones
Cada competición está compuesta de cuatro pruebas. La Fédération française d'équitation autorizó la organización de estas pruebas de manera combinada o independiente.
Una de las principales características de estas pruebas, es la obligación de controlar el caballo con una sola mano.

### Doma clásica (dressage)
Esta prueba reproduce lo que se impone en la llamada Doma clásica, en donde el jinete debe ejecutar ciertos movimientos obligatorios al son de la música en categoría internacional , durante unos siete minutos aproximadamente, en un rectángulo de adiestramiento de 60 m × 20 m, oportunidad en la que es evaluado por un jurado compuesto por tres a cinco jueces.

### Maniobrabilidad
La maniobrabilidad es una prueba en la cual el jinete debe orientar a su caballo, afrontando y atravesando diferentes obstáculos susceptibles de ser encontrados en el trabajo cotidiano, como ser barreras o puentes. El jurado particularmente observa la manera cómo los obstáculos son superados, en función de la agilidad del animal, la sumisión, y la actitud, así como la facilidad de los movimientos y de la propia ejecución.

### Rapidez

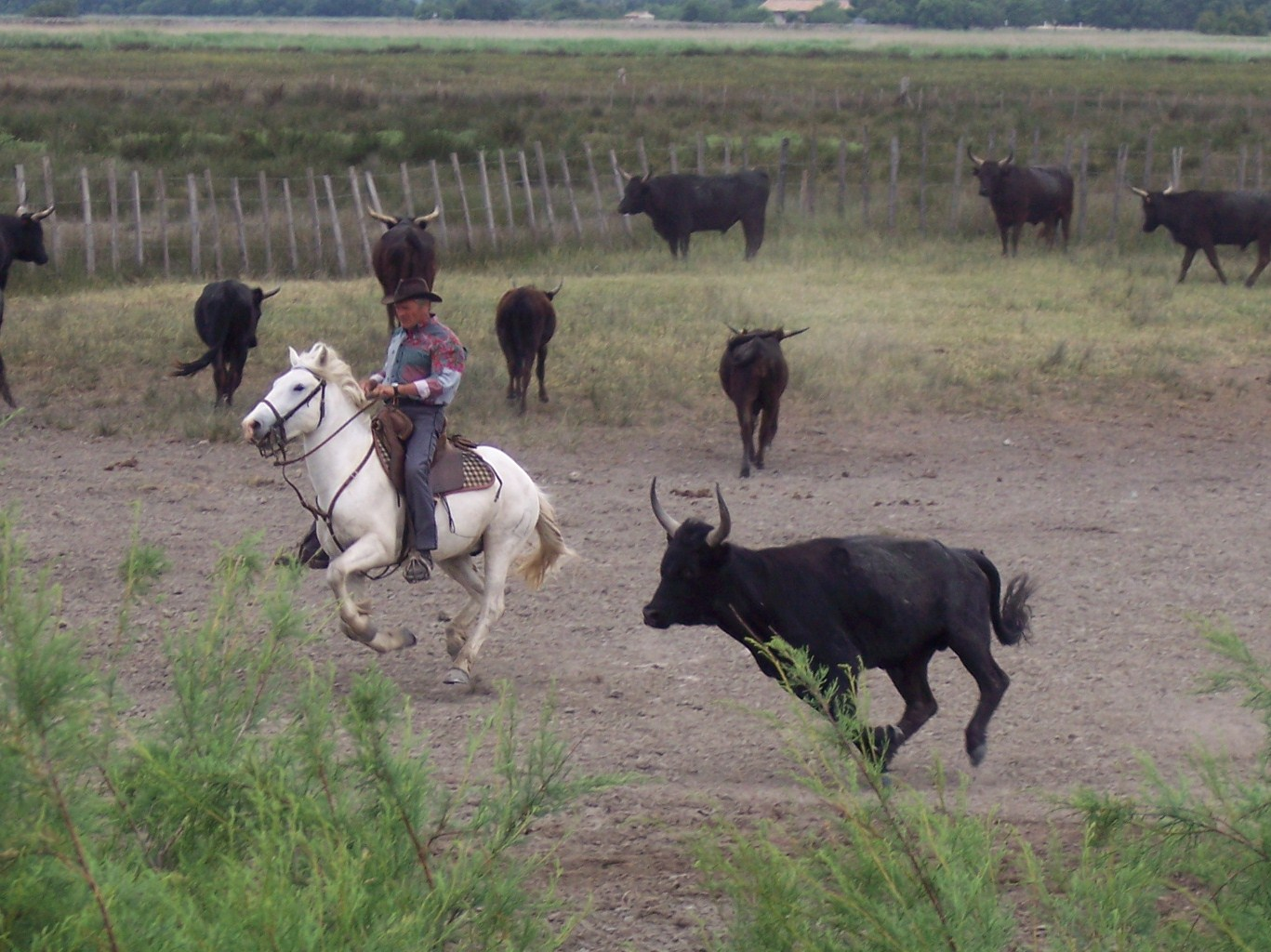
Un Guardian durante la ejecución de una prueba en Camargue.

La prueba de rapidez corresponde a una maniobra cronometrada, que implica superar el mismo tipo de obstáculos que en la prueba precedente, pero con el objetivo de cumplir el circuito lo más rápidamente posible, sin que se le consideren puntos de penalización.

### Manejo y selección de ganado o apartado de ganado
La prueba de manejo de ganado por lo general se efectúa en equipo, el que usualmente está compuesto de cuatro jinetes, aunque la FFE recomienda reducir este número a tres jinetes, para el caso de las competiciones francesas. La prueba consiste en separar ciertos animales marcados del seno de un grupo.